# Lamar Stevens
Lamar Brandon Stevens (Filadelfia, 9 luglio 1997) è un cestista statunitense.

## Statistiche
| † | Denota le stagioni in cui ha vinto il titolo |

### NCAA
| Anno       | Squadra             | PG  | PT  | MP   | TC%  | 3P%  | TL%  | RP  | AP  | PRP | SP  | PP   |
| ---------- | ------------------- | --- | --- | ---- | ---- | ---- | ---- | --- | --- | --- | --- | ---- |
| 2016-2017  | Penn State N. Lions | 33  | 33  | 27,8 | 42,9 | 34,4 | 76,7 | 5,5 | 1,7 | 0,8 | 0,6 | 12,7 |
| 2017-2018† | Penn State N. Lions | 39  | 39  | 33,1 | 46,5 | 31,9 | 69,6 | 5,9 | 1,9 | 0,6 | 1,1 | 15,5 |
| 2018-2019  | Penn State N. Lions | 32  | 32  | 36,9 | 42,2 | 22,0 | 77,0 | 7,7 | 2,1 | 0,7 | 0,8 | 19,9 |
| 2019-2020  | Penn State N. Lions | 31  | 31  | 31,1 | 42,3 | 26,3 | 71,9 | 6,9 | 2,2 | 1,1 | 1,2 | 17,6 |
| Carriera   | Carriera            | 135 | 135 | 32,2 | 43,5 | 27,6 | 73,8 | 6,5 | 1,9 | 0,8 | 0,9 | 16,3 |

#### Massimi in carriera
- Massimo di punti: 33 vs Minnesota (8 febbraio 2020)[1]
- Massimo di rimbalzi: 13 (2 volte)
- Massimo di assist: 6 (4 volte)
- Massimo di palle rubate: 4 (3 volte)
- Massimo di stoppate: 5 vs Alabama (14 dicembre 2019)
- Massimo di minuti giocati: 45 vs Minnesota (14 marzo 2019)

### NBA

#### Regular Season
| Anno      | Squadra             | PG  | PT | MP   | TC%  | 3P%  | TL%  | RP  | AP  | PRP | SP  | PP   |
| --------- | ------------------- | --- | -- | ---- | ---- | ---- | ---- | --- | --- | --- | --- | ---- |
| 2020-2021 | Cleveland Cavaliers | 40  | 0  | 12,5 | 45,6 | 16,0 | 72,5 | 2,4 | 0,6 | 0,4 | 0,3 | 4,1  |
| 2021-2022 | Cleveland Cavaliers | 63  | 13 | 16,1 | 48,9 | 27,7 | 70,7 | 2,6 | 0,7 | 0,5 | 0,3 | 6,1  |
| 2022-2023 | Cleveland Cavaliers | 62  | 25 | 18,1 | 44,8 | 31,6 | 70,2 | 3,3 | 0,5 | 0,4 | 0,3 | 5,3  |
| 2023-2024 | Boston Celtics      | 19  | 1  | 6,4  | 46,7 | 37,5 | 72,7 | 1,6 | 0,4 | 0,3 | 0,3 | 2,8  |
| 2023-2024 | Memphis Grizzlies   | 19  | 2  | 23,0 | 44,6 | 28,9 | 79,1 | 5,1 | 1,1 | 0,9 | 0,9 | 11,5 |
| 2024-2025 | Memphis Grizzlies   | 17  | 1  | 9,1  | 46,0 | 29,6 | 72,7 | 2,2 | 0,5 | 0,3 | 0,2 | 4,4  |
| Carriera  | Carriera            | 220 | 42 | 15,2 | 46,3 | 28,7 | 72,6 | 2,9 | 0,6 | 0,5 | 0,3 | 5,6  |

#### Playoffs
| Anno     | Squadra             | PG | PT | MP  | TC%  | 3P%  | TL% | RP  | AP  | PRP | SP  | PP  |
| -------- | ------------------- | -- | -- | --- | ---- | ---- | --- | --- | --- | --- | --- | --- |
| 2023     | Cleveland Cavaliers | 2  | 0  | 4,5 | 50,0 | 100  | 100 | 1,5 | 0,0 | 0,0 | 0,0 | 2,5 |
| 2025     | Memphis Grizzlies   | 2  | 0  | 6,0 | 22,2 | 0,0  | -   | 2,0 | 0,5 | 0,0 | 0,0 | 2,0 |
| Carriera | Carriera            | 4  | 0  | 5,3 | 27,3 | 25,0 | 100 | 1,8 | 0,3 | 0,0 | 0,0 | 2,3 |

#### Massimi in carriera
- Massimo di punti: 23 vs Utah Jazz (12 gennaio 2022)[2]
- Massimo di rimbalzi: 11 (2 volte)
- Massimo di assist: 4 (3 volte)
- Massimo di palle rubate: 3 (5 volte)
- Massimo di stoppate: 4 vs Milwaukee Bucks (16 novembre 2022)
- Massimo di minuti giocati: 41 vs Atlanta Hawks (28 marzo 2023)

### G League
| Anno      | Squadra           | PG | PT | MP   | TC%  | 3P%  | TL%  | RP  | AP  | PRP | SP  | PP   |
| --------- | ----------------- | -- | -- | ---- | ---- | ---- | ---- | --- | --- | --- | --- | ---- |
| 2024-2025 | Motor City Cruise | 29 | 29 | 34,0 | 43,8 | 32,8 | 74,4 | 7,7 | 2,8 | 1,1 | 1,4 | 17,8 |
| Carriera  | Carriera          | 29 | 29 | 34,0 | 43,8 | 32,8 | 74,4 | 7,7 | 2,8 | 1,1 | 1,4 | 17,8 |

## Palmarès

### Squadra
- Campione NIT (2018)

### Individuale
- MVP NIT (2018)